# خاکستر سبز
خاکستر سبز فیلمی به کارگردانی و نویسندگی ابراهیم حاتمی‌کیا ساخته سال ۱۳۷۲ است. این فیلم در تاریخ ۶ مهر ۱۳۷۳ در سینماهای ایران اکران شده است.

## خلاصه فیلم
هادی به منظور انجام تحقیقات خود جهت فیلمسازی روانه کرواسی می‌شود. عزیز، دوست هادی در جریان مسافرت او به کرواسی با در اختیار قرار دادن یک نوار کاست، یک قطعه عکس، و یک‌نیمه پلاک از وی برای یافتن دختری به نام فاطمه کمک می‌گیرد. هادی به وسیلهٔ آشنایی با زنی به نام حنیفه _که آشنا به زبان فارسی است _به جستجوی فاطمه می‌پردازند. در این میان هادی پی به رابطه قبلی عزیز و فاطمه برده و متوجه می‌شود که آن‌ها قصد ازدواج داشته‌اند که این مطلب توسط اصغر دوست مشترک میان عزیز و هادی پنهان می‌شود.

## بازیگران
- آتیلا پسیانی
- زلاتا پلشکوا
- باربارا بوبولوا
- اصغر نقی‌زاده
- بیسرا مینوویچ
- میلان باهول
- گابریلا زوریکوا
- رفیق الخوری

## جشنواره‌ها
- برنده دیپلم افتخار بهترین موسیقی متن (پاول هرتل) در دوازدهمین دوره جشنواره فیلم فجر - ۱۳۷۲
- برنده سیمرغ بلورین بهترین عکس (حافظ احمدی) در سیزدهمین دوره جشنواره فیلم فجر - ۱۳۷۳